# 消えたエース
『消えたエース』（きえたエース）は、西村京太郎の長編推理小説。1982年の作品で、誘拐事件を題材としている。単行本は角川書店から刊行された。
現在の西村京太郎はトラベルミステリー作家の印象が強いが、当時の西村作品は主に誘拐ものを扱っていた。推理小説としては珍しく、野球（日本プロ野球）を題材としているが、西村には先行作品として『消えた巨人軍』（1976年）もある。

## あらすじ
1982年のプロ野球シーズン終盤。それまで弱小球団とされてきた京神ハンタースは18年ぶりのセ・リーグ優勝を目指し、読売ジャイアンツ、広島東洋カープと優勝争いをしていた。その原動力は球団社長が情熱家に替わったこと、新監督片岡の采配、打撃・若手投手陣の奮起などが挙げられたが、一番の理由は新リリーフエース江島功の誕生であった。しかし元々わがままな性格だった江島は自分の年俸の安さに不満で、全勝が求められる大洋ホエールズ戦の3戦目を前に「肩が痛むから京都の医者に行く」と言い出し、その上同伴した球団マネージャーを振り切り、同棲していたホステスのアパートに行ってしまう。その翌日、新聞朝刊にそのホステスが自宅アパートで絞殺されたとの記事。しかし江島は行方不明となっていた。犯人は江島なのか……。

## 設定・登場人物
阪神甲子園球場を本拠とする京神ハンタースとは、阪神タイガースをモデルとした球団である。またハンタースの選手・監督も名前からモデルが推測されるようになっている。例えば、
- 片岡監督：当時西武ライオンズの監督だった広岡達朗
- 江島功投手：江夏豊（当時は日本ハムファイターズのリリーフエース）
- 上手投げのエース山元：山本和行
- 下手投げのエース大林：小林繁
- 中継ぎ投手池田：池内豊
- 中継ぎ投手福井：福間納
- 中継ぎ投手小町：大町定夫
- 若手投手伊東：伊藤文隆
- 真岡（一番打者）：真弓明信
- 掛井（主力打者、打順不明）：掛布雅之
- ジョンストン（主力打者）：グレッグ・ジョンストン。この選手だけ実名のまま出ている。
- 竹下（代打要員）：竹之内雅史
- 久藤（先発要員)：工藤一彦
- 若木（捕手）：若菜嘉晴
- 平井（新人選手）：平田勝男

一方で、読売ジャイアンツなどの選手は実在の人物である。実在の登場人物は以下の通り。
巨人
- 藤田元司監督
- 江川卓
- 西本聖
- 定岡正二
- 中畑清
- 原辰徳
- 松本匡史
- 河埜和正
- 角盈男
- 加藤初

大洋
- 遠藤一彦
- 山下大輔
- 高木豊